# Piotrkosice
Piotrkosice – wieś w Polsce położona w województwie dolnośląskim, w powiecie milickim, w gminie Milicz.
W latach 1954-1961 wieś była siedzibą gromady Piotrkosice, po jej zniesieniu była w gromadzie Sułów. W latach 1975–1998 miejscowość administracyjnie należała do województwa wrocławskiego.